# Кругликов, Вадим Альбертович
Вади́м Альбе́ртович Кру́гликов (род. 18 июня 1960, Свердловск) — художник-концептуалист, искусствовед, журналист.

## Биография
Родился в 1960 году в Свердловске в семье музыкантов. Когда Вадиму было семь лет, семья переехала в Ялту. В 1971—1975 гг. учился в ялтинской художественной школе им. Ф. А. Васильева.
В 1978—1987 гг. учился на отделении истории искусств исторического факультета Московского государственного университета.
В качестве журналиста работал в АТВ (программа «Времечко»), в журнале «Тренинги в бизнесе», в журнале «Крокодил» (под редакцией С. Мостовщикова), на сайте Adindex.ru, писал в «Еженедельный журнал» и «Новую газету».
До 2016 года жил и работал в Москве.
С 2016 года живёт и работает в Тель-Авиве в Израиле.
В 2021 году эмигрировал в Россию. Живёт и работает в деревне.

## Персональные проекты
- 2023 — цикл «Выставки без зрителей». Деревня Володино, собственный участок.
- 2022 — «Последняя выставка», Зверевский центр современного искусства, Москва.
- 2021 — «Первая выставка», Зверевский центр современного искусства, Москва.
- 2020 — «Цена Иск-ва в шекелях», книжный магазин «Бабель», Тель-Авив.
- 2018 — «Из чемодана», Tova Osman Art Gallery, Тель-Авив.
- 2017 — «Просто перформанс». Тель-Авив.
- 2017 — Серия «Перформансы с целью заработать». Площадь Маген Давид Ген, Тель-Авив.
- 2017 — «Несделанный перформанс». Площадь Маген Давид Ген, Тель-Авив.
- 2016 — «Ликвидация». Зверевский центр современного искусства, Москва.[5]
- 2016 — «Черногорский краеведческий музей», Dukley Art Center, Kotor.
- 2015 — «Выставка-продажа», Зверевский центр современного искусства, Москва.
- 2004 — «Искупление», акция. Культурный центр «АРТСтрелка», Москва.[6]
- 2003 — «Лондон. Путевые зарисовки». Галерея С’Арт, Москва.
- 2002 — «А что делать?». Галерея Fine Art, Москва.[7]
- 2001 — «Литература и искусство». Галерея Spider & Mouse, Москва.
- 1999 — «Правда о евреях». Галерея Марата Гельмана, Москва.[2]
- 1993 — «В сторону объекта — 2». Галерея в Трёхпрудном переулке, Москва.[8]
- 1993 — «Кабина» (совм. с И. Китупом). Галерея в Трёхпрудном переулке, Москва.
- 1987-88 — мейл-арт-акция «Таинственное письмо». Москва-Владимир-Ялта.
- 1984 — «Шинель», акция. Набережная им. В. И. Ленина, Ялта.

## Некоторые коллективные выставки
- 2019 — «Жить ли жизнью духовной, или просто половой…?» The Lobby Art Space, Тель-Авив.
- 2017 — Канский архитектурный фестиваль.
- 2017 — 5-я Одесская биеннале современного искусства[9]. Основной проект. Одесса.
- 2016 — Перформанс на выставке Владимира Дубосарского «Говорит и показывает ФБ». МВЦ «Рабочий и Колхозница», Москва.
- 2014 — «Первый (он же ПОСЛЕДНИЙ) Междисциплинарный Фестиваль обсценной лексики». Зверевский центр современного искусства, Москва.
- 2014 — «Перформанс в России: картография истории». Музей современного искусства «Гараж», Москва.
- 2014 — «Цензура шлю-ха-ха». Галерея Марата Гельмана, Москва.
- 2013 — «Украшение красивого». Государственная Третьяковская галерея, Москва.
- 2013 — «Реконструкция». фонд «Екатерина» Москва.
- 2005 — «АртКлязьма-2005». Московская обл..
- 2004 — «АртКлязьма-2004». Московская обл..
- 2003 — «Осторожно, религия!». Сахаровский центр, Москва.
- 2000 — «Полюс Холода». Académie des Beaux-Arts, Paris.
- 1997 — «Водка». Галерея Марата Гельмана, Москва.
- 1995 — «Партия под ключ», шоу-акция. Политехнический музей, Москва.
- 1991 — «Осенняя выставка Крымского товарищества современного искусства». Художественный музей, Симферополь.
- 1986 — Выставка работ студентов отделения истории и теории искусства истфака МГУ, 1-й гуманитарный корпус МГУ, Москва.
- 1979 — «Выставка-продажа», ДСВ МГУ, Москва.

## Работы находятся в собраниях
- Государственная Третьяковская галерея, Москва.
- Музей современного искусства «Гараж», Москва.
- Dukley Art Center, Котор, Черногория[10].

## Цитаты
- «То, что является художественным течением и методом, он использует как жанр. Создает произведения в жанре концептуализма. Ну вот как бы есть художники-анималисты и пейзажисты, а есть концептуалисты. Пейзажисты пишут пейзажи, а концептуалисты придумывают концепции. В этом жанре можно особенно не стараться — пейзаж может быть кривым и косым, но это все равно пейзаж. То же самое и с идеями»[11] — Юрий Альберт, 2017.
- «…несмотря на то, что я страдаю концептуализмом-постмодернизмом, порог вхождения у моих работ достаточно низкий. Я несколько раз сталкивался с тем, что они вполне нравятся и прочитываются на каком-то уровне людьми, от современного искусства далёкими. Ну, а выше, конечно, находится куча смыслов, доступных только стойким любителям прекрасного. Как без этого, я же серьёзный художник…»[4] — Вадим Кругликов, 2017.

## Семья
- Варшавский, Григорий Абрамович (1924—1989) — двоюродный дядя, советский поэт, драматург[1].